# Vital Michajlaw
Vital Sjarhejevitsj Michajlaw (Wit-Russisch: Віталь Сяргеевіч Міхайлаў) (Vitebsk, 24 augustus 1986) is een voormalig Wit-Russisch langebaanschaatser. Hij is getrouwd met schaatsster Tatjana Michajlova.
Tijdens het EK Allround 2006 in Hamar werd Michajlaw 21e. In 2015 werd hij 18e en dat is in tien deelnames zijn beste resultaat. Een jaar later in eigen land eindigde hij bij de beste twaalf en plaatste zich zodanig voor het WK allround in Berlijn. Zijn eerste wereldbekerzege boekte hij op 24 november 2018 tijdens de tweede wereldbekerwedstrijd op de outdoorbaan van Tomakomai op het onderdeel massastart toen hij met zijn landgenoot Aliaksei Kirpichnik de aanval inzette. Het was voor Wit-Rusland sinds 2005 de eerste winst.

## Doping
Michailaw testte bij het WK Allround van 2019 in Calgary positief op het gebruik van doping. Hij had zelf op een formulier ingevuld een voedingssupplement te gebruiken waarin de verboden stof higenamine zat. De aangetroffen hoeveelheid higenamine was onder de toegestane limiet, maar vanwege de bekentenis werd de uitslag toch gemeld bij de antidopingautoriteiten. In augustus 2019 werd hij vrijgesproken door de ISU, maar in oktober 2020 schorste het CAS Michailaw voor twee jaar.

## Persoonlijke records
| Afstand      | Tijd      | Datum            | Baan           |
| ------------ | --------- | ---------------- | -------------- |
| 500 meter    | 36,36     | 2 november 2013  | Calgary        |
| 1000 meter   | 1.09,97   | 21 november 2015 | Salt Lake City |
| 1500 meter   | 0 1.45,86 | 15 november 2015 | Calgary        |
| 3000 meter   | 0 3.44,71 | 26 augustus 2017 | Calgary        |
| 5000 meter   | 0*6.16,92 | 8 februari 2020  | Calgary        |
| 10.000 meter | 13.19,59  | 21 november 2015 | Salt Lake City |

* tijd gereden in kwartetstart

## Resultaten
| Jaar | EK Allround | WK Allround | WK Sprint | WK Afstanden                           | Olympische Spelen | WK Junioren           |
| ---- | ----------- | ----------- | --------- | -------------------------------------- | ----------------- | --------------------- |
| 2004 |             |             |           |                                        |                   | 21e 12e Achtervolging |
| 2005 |             |             |           |                                        |                   | 20e 12e Achtervolging |
| 2006 | NC21        |             |           |                                        |                   | NF4 5e Achtervolging  |
| 2007 | NC19        |             |           |                                        |                   |                       |
| 2008 | NC21        |             |           | 18e 1500m 24e 5000m                    |                   |                       |
| 2009 | NC20        |             |           |                                        |                   |                       |
| 2010 | NC25        |             |           |                                        |                   |                       |
| 2011 | NC20        |             | NC38      |                                        |                   |                       |
| 2012 | NC22        |             |           |                                        |                   |                       |
| 2013 | NC21        |             |           |                                        |                   |                       |
| 2014 | NC25        |             |           |                                        |                   |                       |
| 2015 | NC18        |             |           |                                        |                   |                       |
| 2016 | NC12        | NC20        |           | 16e 1500m 17e 5000m                    |                   |                       |
| 2017 | NC16        |             |           | 4e massastart                          |                   |                       |
| 2018 |             |             |           |                                        | 7e massastart     |                       |
| 2019 | NC10        | NC19        |           | 18e 5000m 16e massastart 6e teamsprint |                   |                       |
| 2020 |             |             |           | 4e massastart                          |                   |                       |

NC# = niet gekwalificeerd voor de laatste afstand
NF# = niet gefinisht op # afstand